# Sympolymnia shinahota
Sympolymnia shinahota — вид аранеоморфних павуків родини павуків-стрибунів (Salticidae). Описаний у 2020 році.

## Поширення
Ендемік Болівії. Виявлений у департаментах Кочабамба та Санта-Крус.

## Опис
Мірмекофільний вид. Неповнолітні павуки зовні схожі на мурашок Pseudomyrmex ethicus, а дорослі павуки імітують Camponotus latangulus.